# Ken Adam
Kenneth Adam, OBE (Berlim, 5 de fevereiro de 1921 – Londres, 10 de março de 2016), nascido como Klaus Hugo Adam, foi um ex-piloto da Força Aérea Real e diretor de arte britânico, mais conhecido por seu trabalho nos filmes da franquia James Bond nas décadas de 1960 e 1970.

## Biografia

### Infância
Adam nasceu em Berlim, Alemanha, em uma família judaica, filho de um ex-cavaleiro prussiano. Por seu pai e seu tio, George e Otto, serem donos de uma loja de roupas finas, criada em 1863, a família era bem conhecida. Adam estudou na Französisches Gymnasium Berlin (ginásio francês de Berlim), e a família tinha uma casa de verão no Mar Báltico.
Em 1933, o Partido Nazista chegou ao poder. No mesmo ano, a loja da família for forçada a declarar falência pelos Sturmabteilung. No ano seguinte, fugindo do regime nazista, Adam e parte de sua família se mudaram para o Reino Unido.

### Inglaterra
Adam tinha treze anos quando se mudou para a Inglaterra. Ele foi estudar na St Paul's School e depois na University College London, estudando Arquitetura.

#### Força Aérea Real
Quando a Segunda Guerra Mundial começou, a família Adam ainda era composta por cidadãos alemães e dessa forma poderiam ser considerados inimigos. Adam então se alistou no Corpo Real de Pioneiros, uma unidade de apoio das forças armadas, que aceitava qualquer cidadão do Eixo residente no Reino Unido. Ele foi designado para projeto de abrigos antibomba.
Em 1940, Adam conseguiu entrar na Força Aérea Real (RAF) como piloto. Ele e seu irmão foram os únicos pilotos alemães a voarem pela RAF durante a guerra. Dessa forma, se eles tivessem sido capturado pelos nazistas, provavelmente seriam executados como traidores ao invés de tratados como prisioneiros de guerra.
Em 1 de outubro de 1943, Adam se juntou ao Esquadrão No. 609. O esquadrão voou em caças-bombardeiros Hawker Typhoon, inicialmente auxiliando a Força Aérea dos Estados Unidos em missões de bombardeiro na Europa. Mais tarde eles foram empregados no apoio a tropas em terra, incluindo na Batalha do Bolsão de Falaise, na Normandia, após o Dia D.

#### Cinema
Após o fim da guerra, Adam começou a trabalhar na indústria do cinema. Seu primeiro trabalho foi como desenhista em This Was a Woman, de 1948. Ele conheceu sua esposa, a italiana Maria Letitzia, durante as filmagens em Ísquia; os dois se casaram em 16 de agosto de 1952. Seu primeiro crédito como diretor de arte foi em 1956 com o filme Soho Incident. Na década de 1950 ele foi para Hollywood, trabalhando, sem ser creditado, em épicos como Around the World in 80 Days e Ben-Hur. Seu primeiro grande trabalho nos Estados Unidos foi no filme Night of the Demon. Ele trabalhou como diretor de arte em muitos filmes do diretor Robert Aldrich. Em 1962, os produtores Albert Broccoli e Harry Saltzman contrataram Adam para trabalhar em Dr. No, primeiro filme da franquia James Bond. Seu trabalho em Dr. Strangelove or: How I Learned to Stop Worrying and Love the Bomb, de Stanley Kubrick, impediu que ele retornasse para o segundo filme de Bond. Ele recusou a trabalhar no projeto seguinte de Kubrick, 2001: A Space Odyssey, depois de descobrir que o diretor estava trabalhando com a NASA na exploração espacial.
Adam retornou para a franquia James Bond em 1964, no filme Goldfinger. Ele trabalharia em outros cinco filmes da série, sendo indicado ao Oscar de Melhor Direção de Arte por The Spy Who Loved Me, de 1977.
Outros créditos notáveis incluem The Ipcress File, Funeral in Berlin, Goodbye, Mr. Chips, Sleuth, Salon Kitty, Chitty Chitty Bang Bang, Agnes of God e Addams Family Values. Ele também foi consultor visual na produção Pennies from Heaven, da BBC, em 1981. Adam trabalhou com Kubrick mais uma vez em Barry Lyndon, vencendo seu primeiro Oscar. Anos depois ele venceria seu segundo prêmio por The Madness of King George.
Adam se naturalizou britânico e recebeu um OBE por seus serviços à indústria do cinema. Em 2003, ele foi feito cavaleiro pelos serviços à indústria do cinema e relações anglo-germânicas.